# Frevillea barbata
Frevillea barbata is een krabbensoort uit de familie van de Euryplacidae. De wetenschappelijke naam van de soort werd in 1880 voor het eerst geldig gepubliceerd door Alphonse Milne-Edwards.